# Łukasz Abgarowicz
Łukasz Maria Abgarowicz (ur. 18 października 1949 w Bydgoszczy) – polski polityk i samorządowiec pochodzenia ormiańskiego, poseł na Sejm IV i V kadencji (2001–2007), senator VII i VIII kadencji (2007–2015).

## Życiorys
Syn Franciszka i Anny; brat Jana – współzałożyciela i prezesa Fundacji Kultury i Dziedzictwa Ormian Polskich.
Ukończył XIV Liceum im. Klementa Gottwalda w Warszawie (1967). W latach 1967–1972 studiował na Wydziale Zootechnicznym Szkoły Głównej Gospodarstwa Wiejskiego. W trakcie wydarzeń marcowych w 1968 uczestniczył w protestach studenckich, współorganizował strajk okupacyjny na SGGW. Po ukończeniu studiów pracował w Państwowych Torach Wyścigów Konnych w Warszawie: jako aspirant (1972–1975) oraz trener koni wyścigowych (1975–1988). W latach 1988–1999 zarządzał prywatnym przedsiębiorstwem Warnet.
Od 1980 do 1989 był członkiem NSZZ „Solidarność”. W latach 1980–1988 pełnił funkcję przewodniczącego komitetu zakładowego przy PTWK na Służewcu, był też delegatem na I Krajowy Zjazd Delegatów NSZZ „S” w Gdańsku, a w latach 1988–1989 członkiem Tymczasowego Zarządu Regionu Mazowsze. W latach 1989–1990 należał do Warszawskiego Komitetu Obywatelskiego.
W latach 90. zaangażował się w działalność samorządu terytorialnego. Zasiadał w radzie gminy Warszawa-Centrum, gdzie pełnił funkcję wiceprzewodniczącego. Działał w organach samorządu gospodarczego, m.in. w Izbie Przemysłowo-Handlowej Polska-RPA i Polskim Stowarzyszeniu Małych i Średnich Przedsiębiorstw. W latach 1997–2001 był wiceprezydentem Polskiej Izby Handlu, Usług i Producentów Rynkowych.
W 1990 działał w Ruchu Obywatelskim Akcji Demokratycznej, a następnie w Unii Demokratycznej i Unii Wolności. W 2001 dołączył do Platformy Obywatelskiej.
Z ramienia Platformy Obywatelskiej sprawował mandat posła na Sejm IV i V kadencji wybieranego w okręgu płockim. Został członkiem rady krajowej PO. Wybrany na przewodniczącego regionu mazowieckiego partii na zjeździe w maju 2006, zrezygnował z pełnienia tej funkcji po kilku dniac.
W wyborach parlamentarnych w 2007 został wybrany do Senatu w okręgu podwarszawskim z wynikiem 223 704 głosów. W 2011 z powodzeniem ubiegał się o reelekcję, w nowym okręgu jednomandatowym dostał 105 825 głosów. W wyborach w 2015 bez powodzenia ubiegał się o mandat poselski. W 2016 został rzecznikiem dyscypliny partyjnej Platformy Obywatelskiej.
W latach 2012–2015 był prezesem zarządu Polskiego Związku Jeździeckiego. W 2018 wszedł w skład powołanego przez Lecha Wałęsę Komitetu Obywatelskiego, mającego skupić się na monitorowaniu prawidłowego przebiegu wyborów w Polsce.
W listopadzie 2023 objął funkcję prezesa zarządu giełdowej spółki akcyjnej Figene Capital.

## Życie prywatne
Żonaty, ma pięcioro dzieci.